# اوکمرگه
اوکمرگه (به لاتین: Ukmergė) در لیتوانی با جمعیت ۲۵٬۸۸۶ نفر است که در Ukmergė district municipality واقع شده‌است.